# Пистоксен (вазописец)

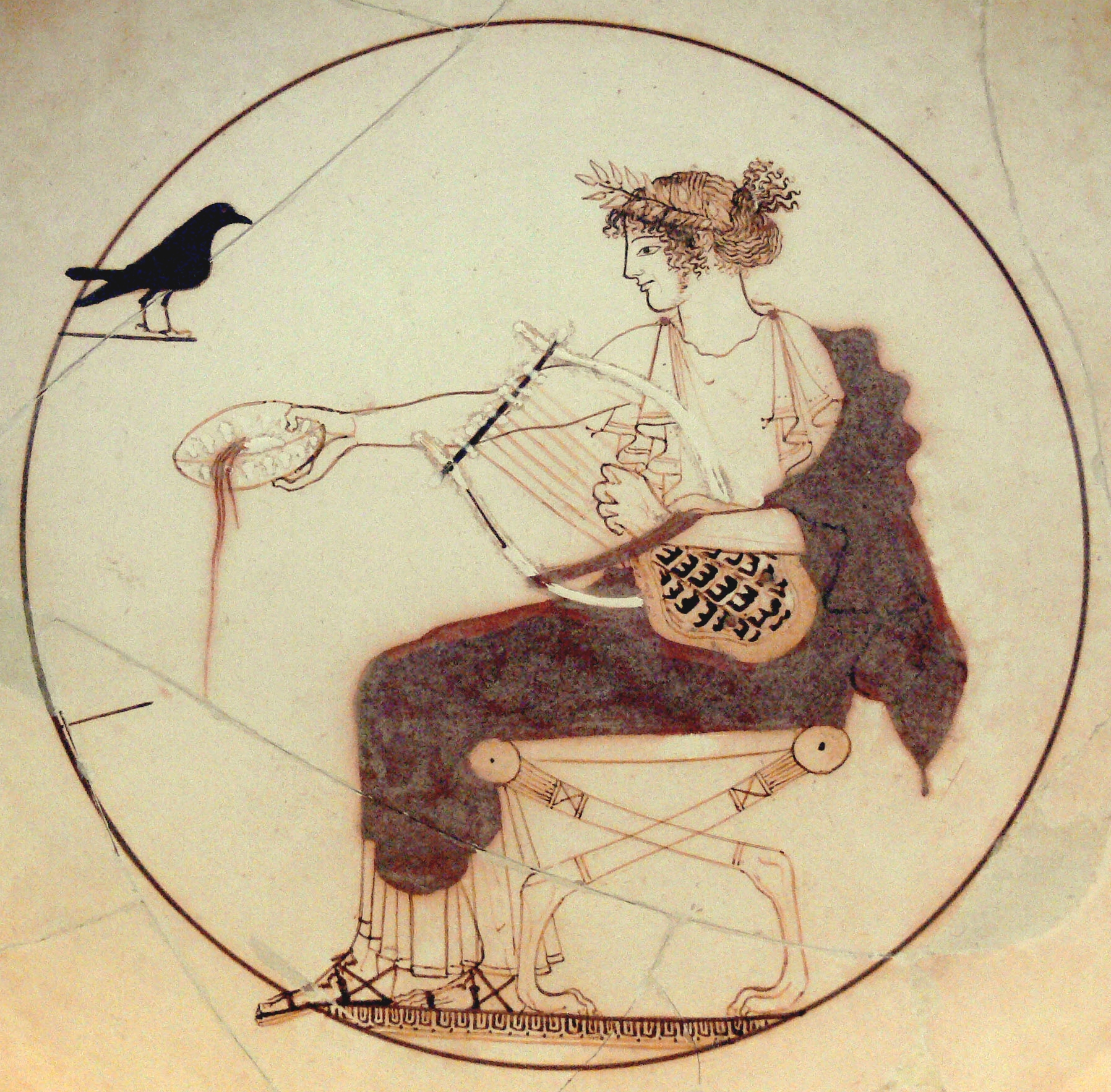
Изображение Аполлона со своим вороном на чаше, выполненной в технике по белому фону. Ок. 480 г. до н. э. Музей Дельфов

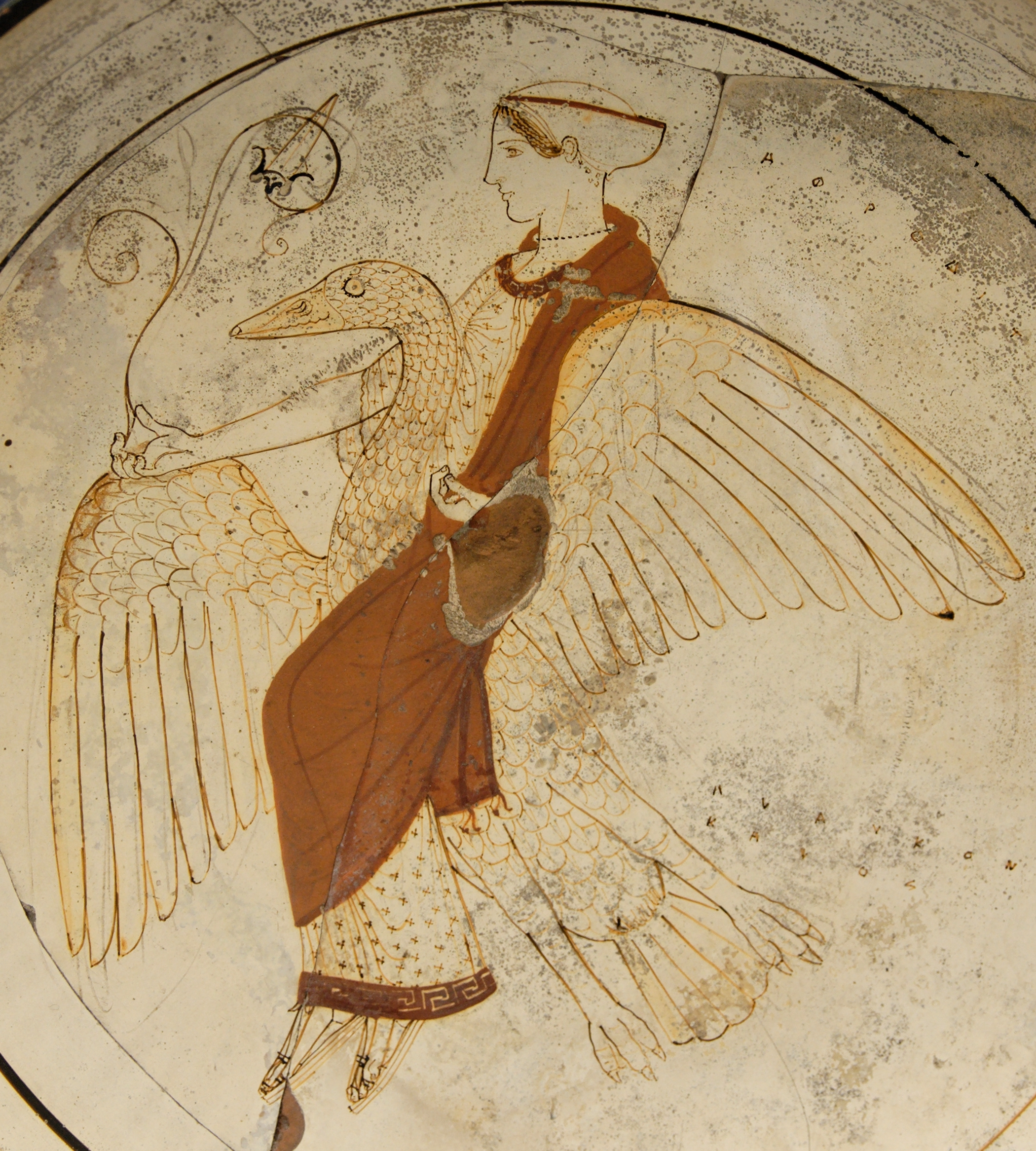
Изображение Афродиты верхом на гусе на чаше, выполненной в технике по белому фону. Ок. 480 г. до н. э. Британский музей. Лондон

Пистоксен — служебное имя неизвестного древнегреческого вазописца из Аттики. Его творчество относят к раннему классическому периоду в искусстве Древней Греции — к 480—460 гг. до н. э.
Своё имя вазописец получил по имени гончара Пистоксена, подписавшего свой скифос, который в настоящее время хранится в Музее Шверина. На нём изображён Ификл на уроке музыки у Лина и Геракл со своим фракийским слугой, украшенным татуировкой Геропом. Пистоксен обучался у вазописца Антифона в мастерской Ефрония.Она специализировался на краснофигурной росписи киликов, однако его самые лучшие произведения выполнены в техники вазописи по белому фону.
Наиболее известные сюжеты у Пистоксена — лошади и воины. Он заявил о себе как один из первых вазописцев новой четырёхцветной техники, для которой было характерно применение лака, кроющих красок и позолоты. Этот стиль вазописи часто напоминал живопись. В своих более поздних работах уверенный в своих умениях Пистоксен даже отказался от вспомогательных рельефных линий. Искусствоведы отмечают близость манеры Пистоксена к Вазописцу Пентесилеи.